# レイザ
レイザ（熱依扎、Rayza、1986年7月15日 - ）は、中華人民共和国の女優・モデル。

## 経歴
北京市生まれだがカザフ族の出身で、本名はレイザ・アリムジャン。15歳の時にモデルとしてデビュー。香港の女優セシリア・チャン（張栢芝）に似ているため、“小張栢芝”の愛称で呼ばれた。その後、北京電影学院に進み、2011年のドラマ『宮廷の諍い女』で話題となり、『海上牧雲記 〜3つの予言と王朝の謎』（2017年）、『長安二十四時』（2019年）などの大作時代劇ドラマに出演している。

## 出演作品

### 映画
- 摊开你的地图（2008年）
- 唐伯虎点秋香2之四大才子（2010年）
- 盲人电影院（2010年）
- 谎言大作战（2010年）
- あの場所で君を待ってる 有一个地方只有我們知道（2015年）
- 真相禁区（2016年）
- 过年好（2016年）
- 谋杀似水年华（2016年）
- シチリアの恋 謊言西西里（2016年）
- 临时演员（2017年）
- 缉枪（2017年）
- 断片之险途夺宝（2018年）

### テレビドラマ
- 宮廷の諍い女 甄嬛传（2011年）
- 爱啊哎呀，我愿意（2012年）
- 爱情自有天意（2013年）
- 少年神探狄仁杰（2014年）
- 秀麗伝〜美しき賢后と帝の紡ぐ愛〜 秀丽江山之长歌行（2016年）
- 海上牧雲記 〜3つの予言と王朝の謎 九州・海上牧云记（2017年）
- 北国英雄（2018年）
- 長安二十四時 长安十二时辰（2019年）
- 山海情 〜明日に咲く希望の種〜 山海情（2021年）